# Георг Дроздовський
Гео́рг Дроздо́вський (нім. Georg Drozdowski; * 21 квітня 1899, Чернівці — † 24 жовтня 1987, Клагенфурт, Австрія) — німецькомовний поет польського походження, прозаїк, драматург, журналіст, перекладач, актор буковинського походження.

## Біографія
Георг Дроздовський належить до числа тих, кого люб'язно звали «старими австрійцями»: він і насправді був таким — австрійцем старого гарту, з усіма характерними прикметами біографії, виховання, манер, психології, ментальності.
Народився в Чернівцях у сім'ї австрійського офіцера: його батько мав польське коріння, а мати — французьке.
Батько рано помер. Вихованням Георга займалися мати, тітка й бабуся. У Маринів (маминих родичів) в Калинештах (Південна Буковина) був невеликий замок у неоготичному стилі, де Георг із охотою проводив літні канікули.
Навчався Георг у Чернівцях у католицькій школі св. Марі, пансіоні учительського інституту та ц. к. II  державній гімназії, яка вважалася, за його словами, «найстрогішою». Гімназію закінчив вже в період Першої світової війни в Відні (екстерном).

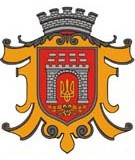
Герб Чернівців

Герб Клагенфурта

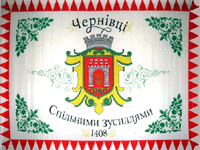
Прапор Чернівців

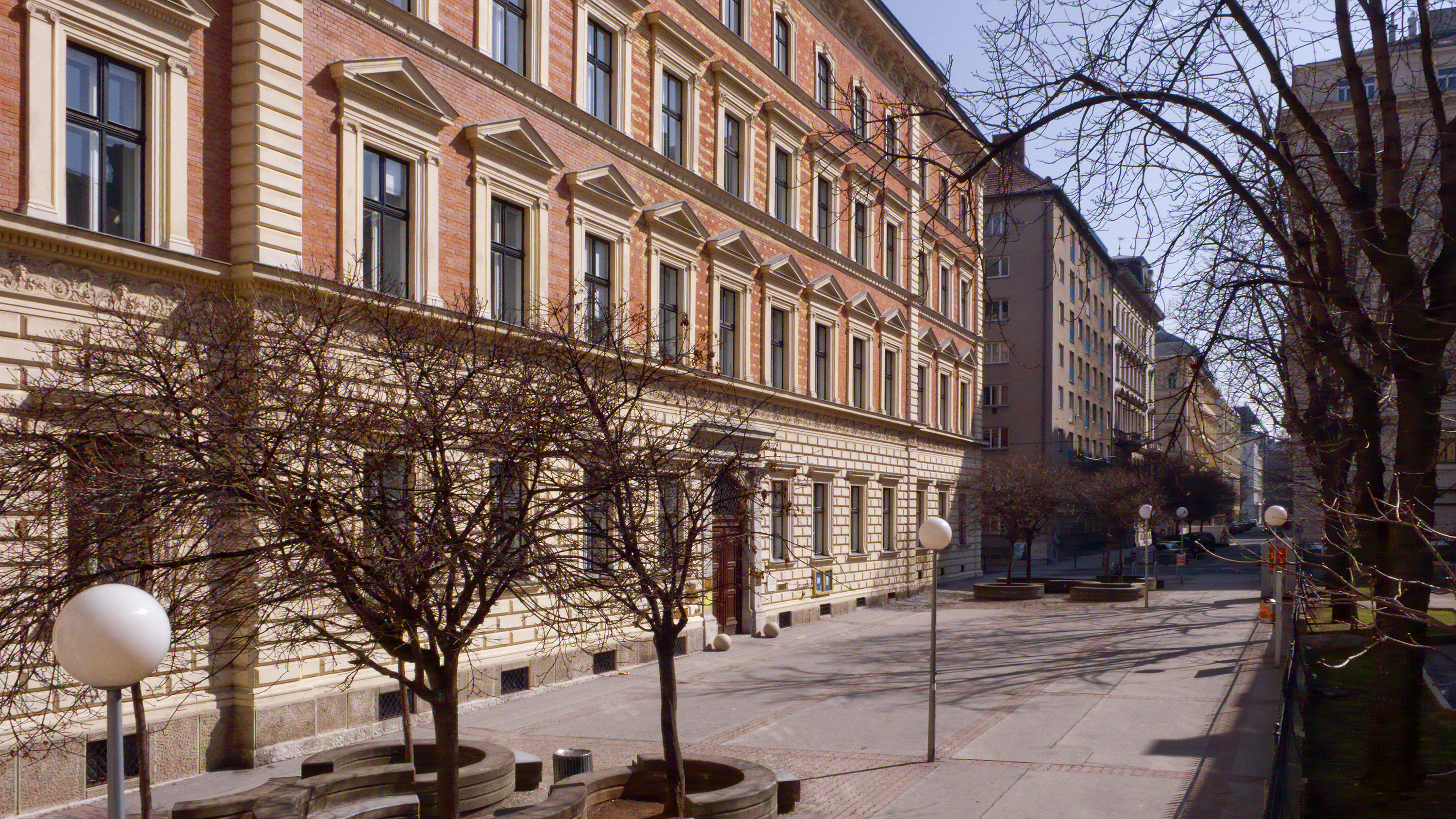
Гімназія у Відні, яку закінчив Г.Дроздовський

В останні роки Першої світової війни служив прапорщиком в австрійській армії. Після закінчення війни і розпаду Австро-Угорської імперії Георг повернувся в Чернівці, де не зміг втілити у існуючих тоді умовах свою мрію здобути медичну освіту, а тому мусив працювати кіоскером, представником соєвої фірми і цукрового заводу, банківським службовцем. В цей період Чернівці вже входили до складу королівської Румунії. Дроздовський в цей час бере активну участь в театральному житті міста, виступає одним з організаторів любительської театральної трупи
«Czernowitzer Kammerspiele» (Чернівецькі камерні вистави), яка з успіхом виступала на різних сценах міста з п'єсами німецької класики, а також п'єс сучасних німецьких і австрійських драматургів. Дроздовський немало сприяв цьому як один із провідних акторів трупи та її репертуарний директор. Водночас він активно займається журналістикою — як культурний оглядач німецькомовних чернівецьких газет «Algemeine Zeitung» і «Deutsche Tagespost». На цей час припадає також публікація в пресі віршів і прозових творів. В 1934 році виходить в світ перший ліричний збірник Дроздовського — «Gedichte»(Поезії).

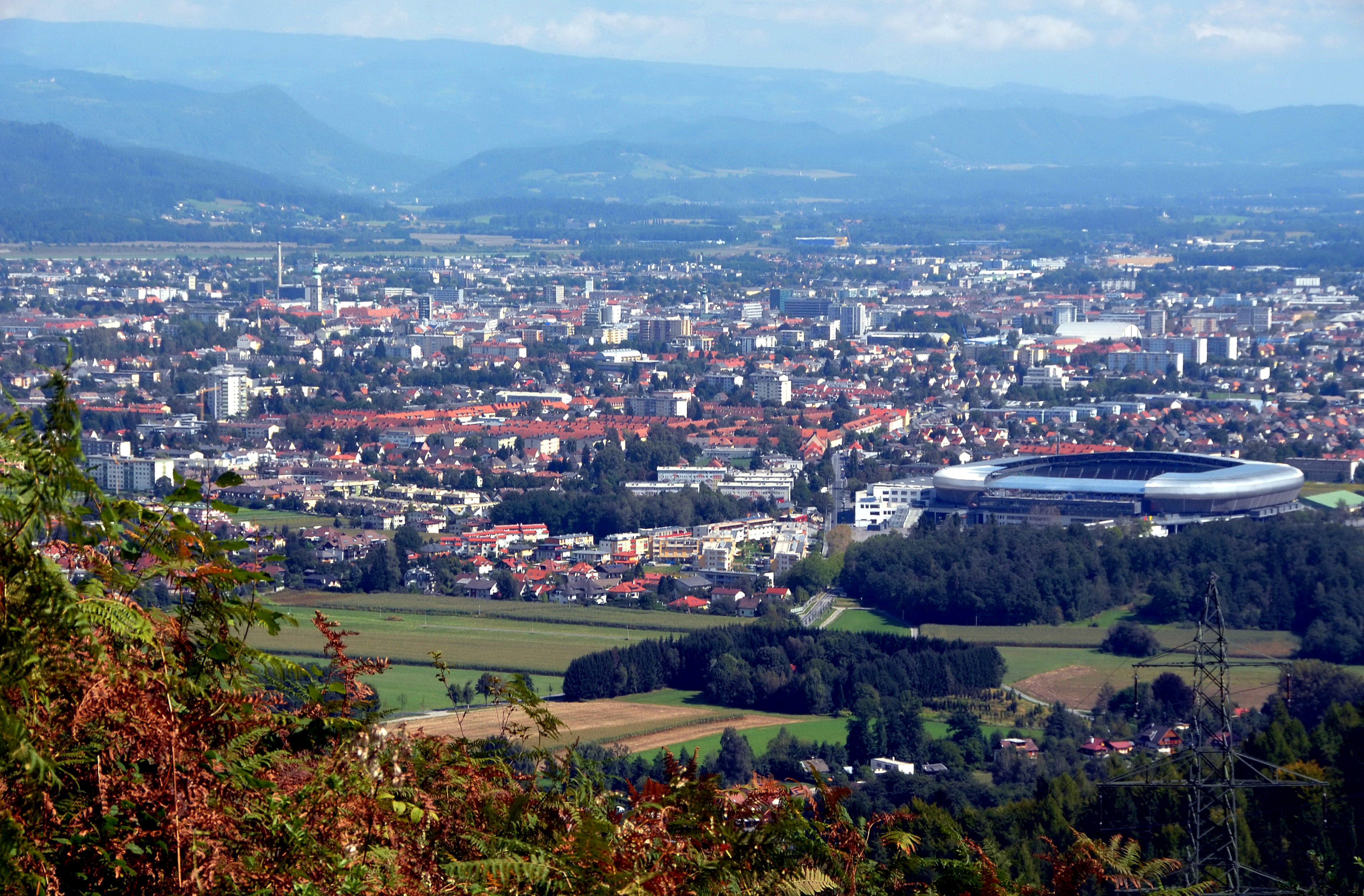
Загальний вид міста Клагенфурт

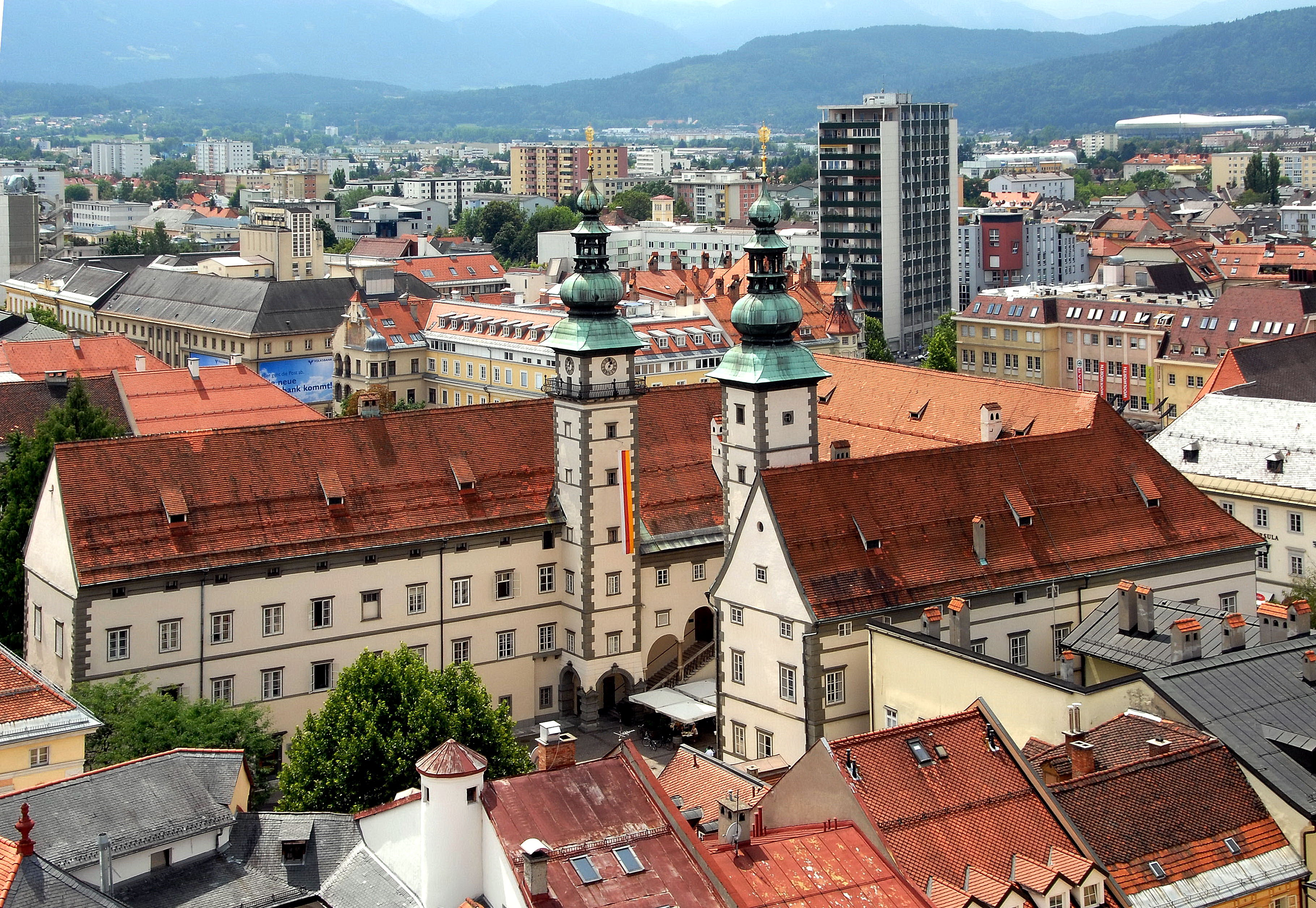
Центральна частина міста Клагенфурт

Драматичним зламом у біографії письменника, як і у житті багатьох буковинців німецької національності, стало примусове переселення «додому — у райх», проведене улітку 1940 року згідно із пактом Ріббентропа-Молотова. Дроздовський в мемуарах згадував, що тоді СС «оцінили його расу та походження, оцінили на трійку». Після прибуття у Німеччину, після недовгого перебування у таборі для переміщених осіб, Дроздовський був мобілізований у німецьку армію і у ранзі оберфельдфебеля служив у ВПС у Загребі. Після Другої світової війни Дроздовський оселився у австрійському місті Клагенфурт (земля Каринтія), яке чимось нагадувало йому Чернівці, оскільки воно також лежало біля підніжжя гір і було багатонаціональним пограниччям. Тут він достатньо швидко заявив про себе як письменник, театральний критик, перекладач; тривалий час працював редактором культурного відділу газети «Volkszeitung», провідним театральним критиком (йому належить також цікаве дослідження про буковинський театр), співробітничав на радіо.

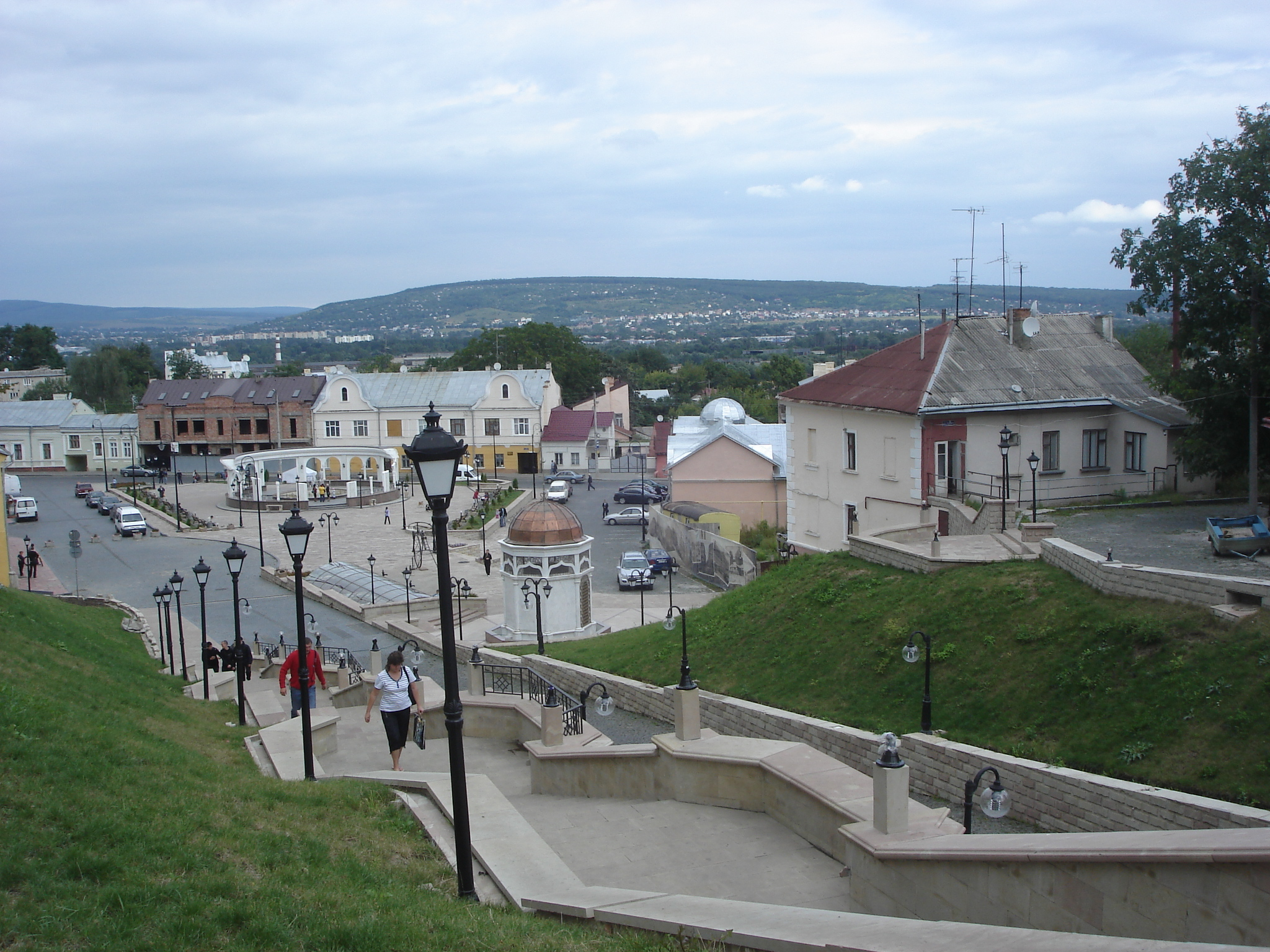
Площа «Турецька криниця» в Чернівцях

Клагенфуртський період виявився найпліднішим у творчості Дроздовського — друкує багато статей, збірників, книг. Він видає поетичні книги «Каменярський сад», «Із запечатаним наказом», «Плин піску в пісковім годиннику», «Ефета: Поезії.- Справа Ноя», «Закарбовано на стіні», «Оглядаючи свої окуляри», «Сліди Твоїх кроків» та інші.
У цих ліричних збірках поет поступово відходить від романтичних тем та образів, характерних для його ранньої (першої) книги «Поезії», виданої в Чернівцях. Мотиви часу, втраченої вітчизни, тлінності та смерті, ремінісценції дитинства, символіка зашифрованого світу, загадка буття в його філософському та релігійному сенсі — ось далеко не повний перелік тематичних домінант його лірики.

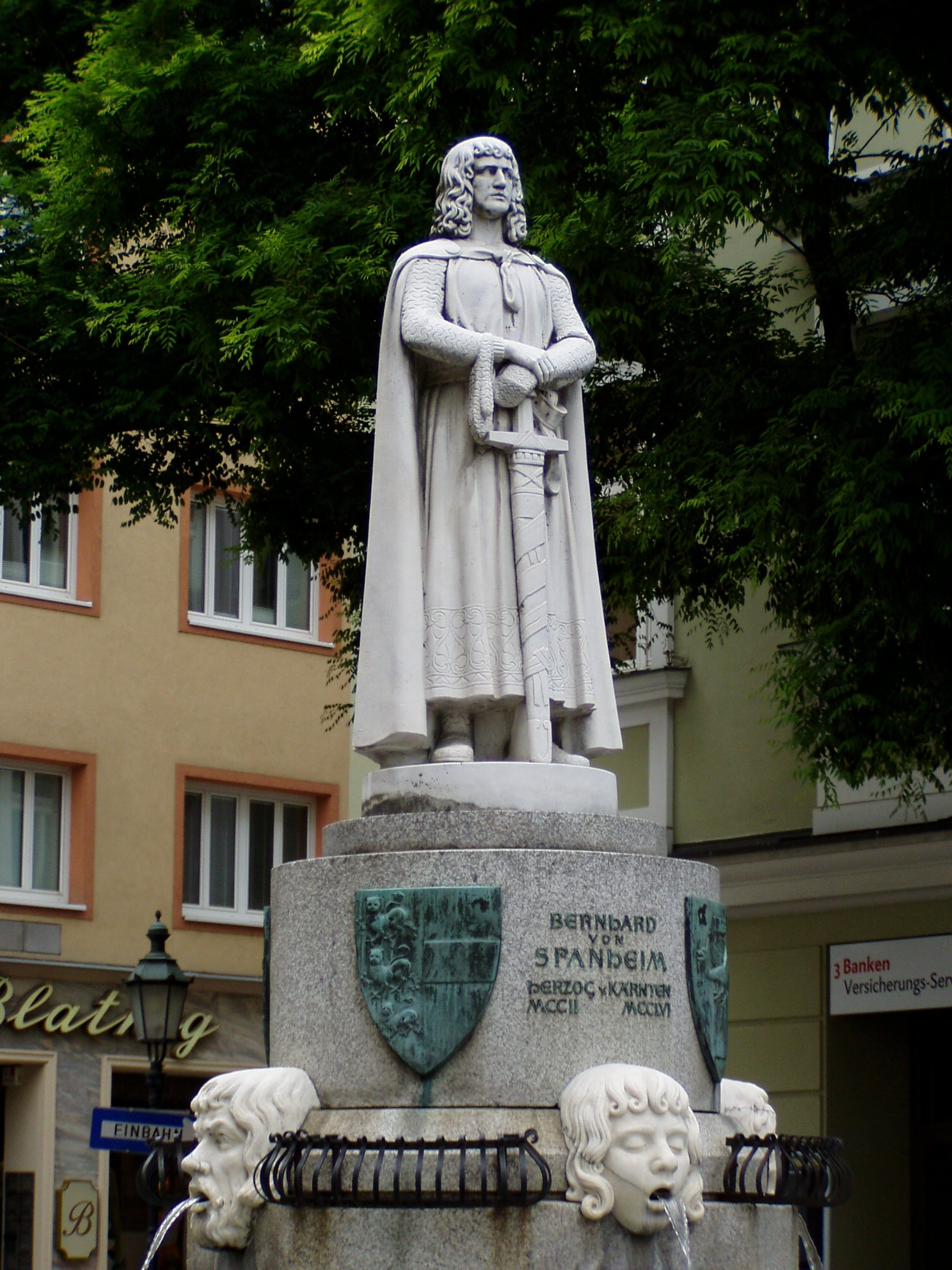
Памя'тник засновнику міста Клагенфурт

Г. Дроздовському належить також декілька книг гумористично-пародійних пісень і віршів у стилі так званого «бенкельзангу» («Великий Божий звіринець», «Хитромудрощі»). Це балади, байки, притчі, «жорстокі» романси, «морітати», віршовані анекдоти тощо. В такому ж веселому й дотепному дусі — нерідко з елементами удаваного жаху, награних романтично-готичних ефектів або щемкої туги, настояної на спогадах далекого дитинства, — витримано й деякі його прозові твори — «Блоха у вусі — колючка в серці: Серйозні та смішні історії», «Військова музика: історії в мажорі та в мінорі», «Сезам відкрийся! Історії в сутінках», «Читати, коли заголосить сова».
Водночас письменник працює і в драматичних жанрах. Свої перші одноактні п'єси він створив ще в Чернівцях. У повоенний час була написана низка драм і радіоп'єс, які ставились на кону Клагенфуртського театру і транслювались австрійським радіо («Привид і гра», «Одісея. Пісня ХХХ», «Танок мертвих», «Лист звідкілясь», «Парафраза про трьох волхвів», «Легенда про Мартина» тощо.

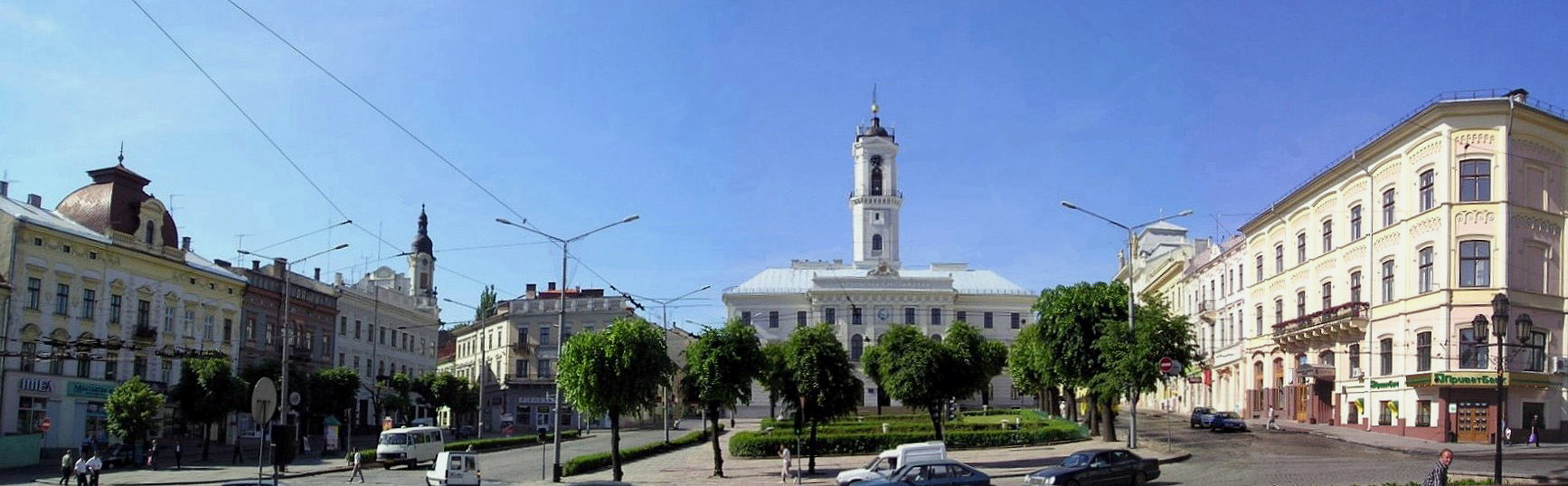
Ратуша на центральній площі Чернівців, яку спроектував родич Дроздовського Адольф Марин

Неабиякий хист продемонстрував Г.Дроздовський також і в області художнього перекладу. Будучи з дитинства поліглотом, чому значно сприяла поліетнічна атмосфера міжвоєнних Чернівців, він активно популяризував у німецькомовному світі польську і особливо румунську літературу.

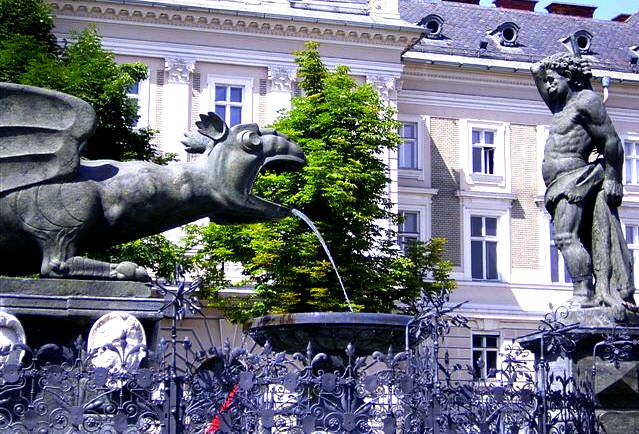
Фонтан «Дракон» в Клагенфурті

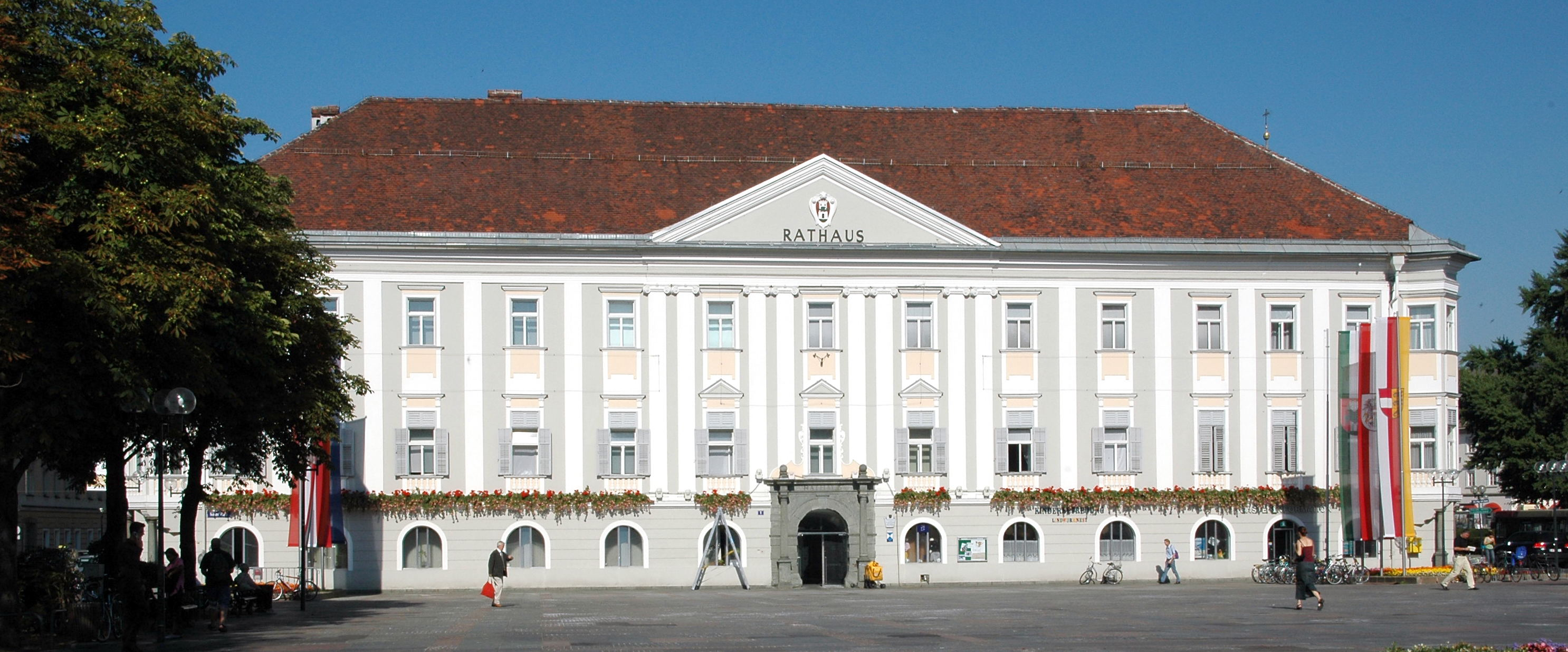
Нова ратуша Клагенфурта

Переклади поезій М.Емінеску, Г. Кошбука, Т. Аргезі, В. Войкулеску, І. Пілата принесли йому славу одного з найкращих знавців та незрівнянних інтерпретаторів румунського красного письменства. Окремими виданнями в його перекладах виходили поетична збірка Лучіана Благи «Пори року душі» та роман Вінтіли «Там навіть сяють зорі».
1984 року побачила світ книга Г.Дроздовського під назвою «Тоді в Чернівцях і довкола. Спогади старого австрійця» (вийшла українською мовою в перекладі Петра Рихла в 2001 році у видавництві «Молодий буковинець»(Чернівці)).

Пам'ятник кайзеру Францу-Йосифу в Чернівцях

Як видно вже із самої назви, це твір про Буковину, про те, якою вона запам'яталася письменнику очима серця. Автор намагається в ній «уберегти від забуття те, що через декілька років уже майже нікого не цікавитиме, стерте з пам'яті і поглинуте часом». У передмові він зазначає, що
...тут йдеться не про точні дати, не про кількість населення і площу обжитої території. Значно важливіше для мене показати співжиття, здруженість, в якій нам жилось, аж поки хвиля європейського варварства не накрила і цей маленький простір, що звався Буковиною. Тут розповідається про те, як проживали пліч-о-пліч шість національностей, як вони порались зі своїми щоденними турботами, намагаючись бути Заходом на Сході, себто стояти під знаком культури, що була європейською.
Про що тільки не мовиться в цій книзі — про місто і околиці, про людей і тварин, про рідних і знайомих, про державні і громадські установи, систему освіти, про військових і лікарів, педагогів і священників, про городян і селян, про можновладців, диваків і жебраків, про тогочасну моду, театр, торгівлю, про стиль життя, звички, особливості говірок кожної національності, про гостинність буковинців і їхній локальний патріотизм — всього не перелічити. І за кожним рядком відчувається непідробна любов до Буковини, щире синівське замилування нею.

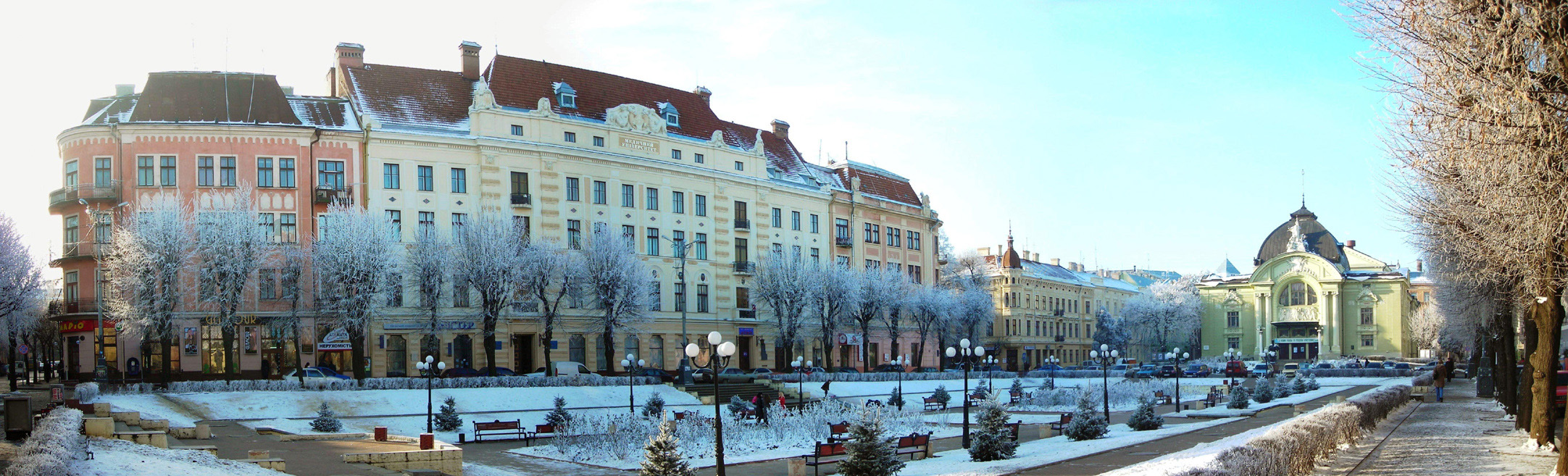
Театральна площа в Чернівцях

Книга стала відкриттям міста Чернівці для декількох поколінь європейців.
Творчість Георга Дроздовського розгорнулась на повну силу вже у зрілі літа письменника. До останніх днів не випускав він перо зі своїх невтомних рук — помер 24 жовтня 1987 року на 89-му році життя в Клагенфурті (земля Каринтія, Австрія).
У Клагенфурті існує «Товариство Георга Дроздовського», його іменем названо вулицю, встановлено на будинку, де він жив, меморіальну дошку.
У Чернівцях у колишньому Німецькому народному домі (вул. О.Кобилянської, 53) у квітні 1999 року, після масштабної реконструкції за активного сприяння уряду Каринтії у співпраці з м. Чернівці, було відкрито Зал-музей Георга Дроздовського, а у 2004 році на вул. Т. Шевченка, 42 на будинку, де мешкав письменник, встановлено меморіальну дошку, текст якої збігається з текстом меморіальної дошки на його будинку в Клагенфурті.
Буковинські вчені продовжують досліджувати і пропагувати творчість знаменитого земляка. Георг Дроздовський — приклад особистостей, які здружують народи і території: Чернівецька область і земля Каринтія стали порідненими регіонами.

## Творчість[1]
- Gedichte. — Czernowitz, 1934 (Вірші. — Чернівці, 1934)
- Der Steinmetzgarten. Gedichte. — Wien, 1957 (Каменярський сад. Поеми. — Відень, 1957)
- Odyssee. XXX. Gesang. — Salzburg / Klosterneuburg Stifterbibliothek, 1958 (Одіссея. XXX. Спів. — Зальцбург / Клостернойбург Аббі бібліотека, 1958)
- Gottes Tiergarten ist groß. Lyrischer Unfug. — Carinthia, Klagenfurt, 1959 (Великий Божий звіринець. Лірична нісенітниця. — Каринтія: Клагенфурт, 1959)
- Mit versiegelter Order. Gedichte. — Österr. Verlagsanstalt: Wien, 1963 (Із запечатаним наказом. Поеми. — Österr. Verlagsanstalt: Відень, 1963)
- Floh im Ohr, Dorn im Herzen. Ernste und heitere Geschichten. — Pustet: Regensburg, 1965 (Блоха у вусі, Скалка в серці. Серйозні і забавні історії. — Pustet: Регенсбург, 1965)

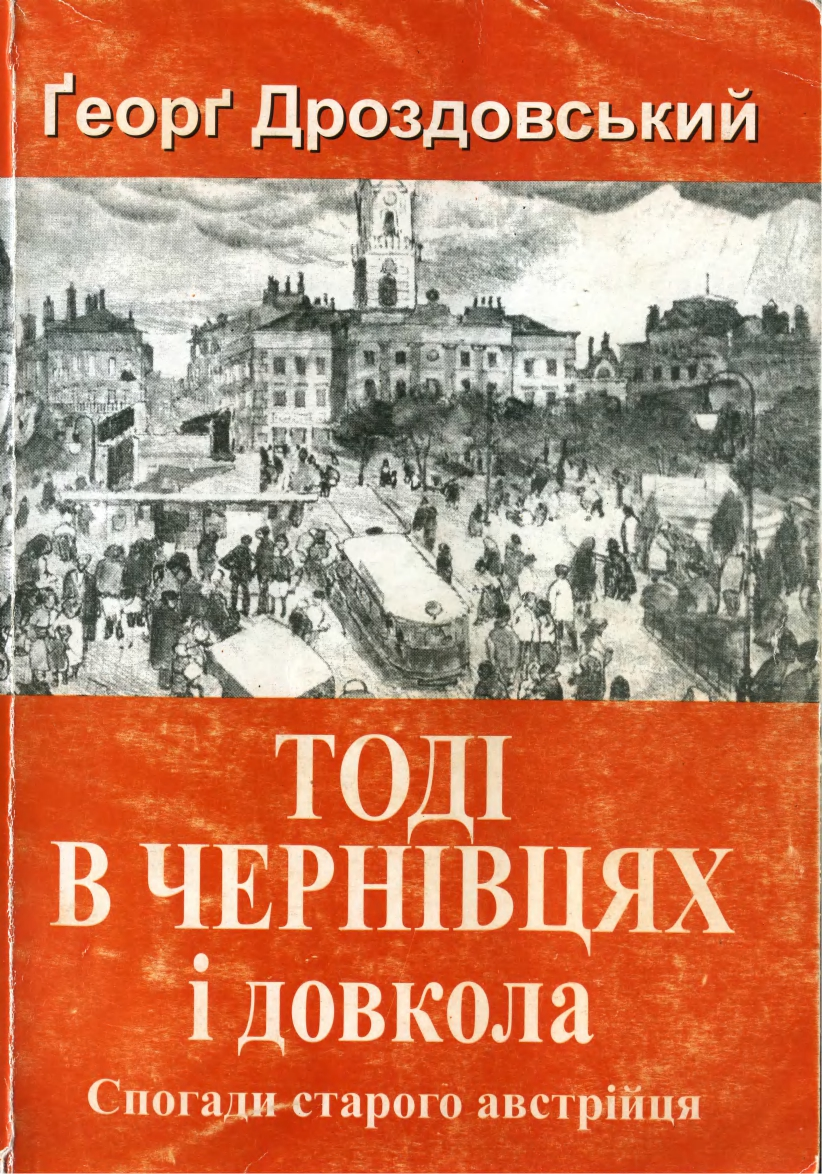
Книга спогадів Г.Дроздовського про землю в якій він народився і прожив половину свого життя

- Sand im Getriebe der Sanduhr. Gedichte. — Carinthia: Klagenfurt, 1965 (Плин піску в пісковому годиннику. Поеми. Каринтія: Клагенфурт, 1965)
- Militärmusik. Geschichten in Moll und Dur. — Carinthia: Klagenfurt, 1967 (Військова музика. Історії в мінорі і мажорі. — Каринтія: Клагенфурт, 1967)
- Epheta. Gedichte. Die Sache mit Noah. — Carinthia: Klagenfurt, 1969 (Ефета: Поезії. — Справа Ноя. — Каринтія: Клагенфурт, 1969)
- Iro-Niersteiner Spätlese. Bedachtsame und bedenkliche Verse. — Carinthia: Klagenfurt,1975 (Пізній врожай Іро-Niersteiner. Обережні і серйозні вірші. — Каринтія: Клагенфурт, 1975)
- An die Wand gemalt. Gedichte. — Carinthia: Klagenfurt, 1972 (Закарбовано на стіні. Поеми. — Каринтія, Клагенфурт, 1972)
- Spitzfindigkeiten. Ein Friwohl- und Moritatenbuch. — Carinthia: Klagenfurt, 1976 (Хитромудрощі. Фривольнонастановочна книга. — Каринтія: Клагенфурт, 1976)
- Bei Durchsicht meiner Brille. Gedichte 1977/1978. — Heyn: Klagenfurt, 1979 (Оглядаючи свої окуляри. Вірші 1977/1978. — Гайн: Клагенфурт, 1979)
- Die Spur deiner Schritte. Gedichte. — Heyn: Klagenfurt, 1981 (Сліди Твоїх кроків. Поеми. — Гайн, Клагенфурт, 1981)
- Seltsam öffne dich! Geschichten im Halbdunkel. — Heyn: Klagenfurt, 1983 (Сезам відкрийся! Історії в сутінках. — Гайн: Клагенфурт, 1983)
- Damals in Czernowitz und rundum. Erinnerungen eines Altösterreichers. // Kleine Zeitung (Klagenfurt), 1984 (Назад в Чернівці, і все довкола. Спогади старого австрійця. Kleine Zeitung (Клагенфурт), 1984)
- Zu lesen wenn das Käutzchen ruft. Erzählungen. — Heyn, Klagenfurt, 1985 (Читати, коли заголосить сова. Оповідання. — Гайн: Клагенфурт, 1985)
- Damals in Czernowitz und rundum. Erinnerungen eines Altösterreichers. — Neuauflage: Georg-Drozdowski-Gesellschaft und Carinthia, Klagenfurt, 2003 (Назад в Чернівці, і все довкола. Спогади старого австрійця. — Передрук: Т-во Георга Дроздовського і Каринтія, Клагенфурт, 2003)
- Mit versiegelter Order. Ausgewählte Gedichte. — Aachen: Rimbaud, 2009 (З запечатаних наказів. Вибрані вірші. — Аахен: Rimbaud, 2009)

## Нагороди

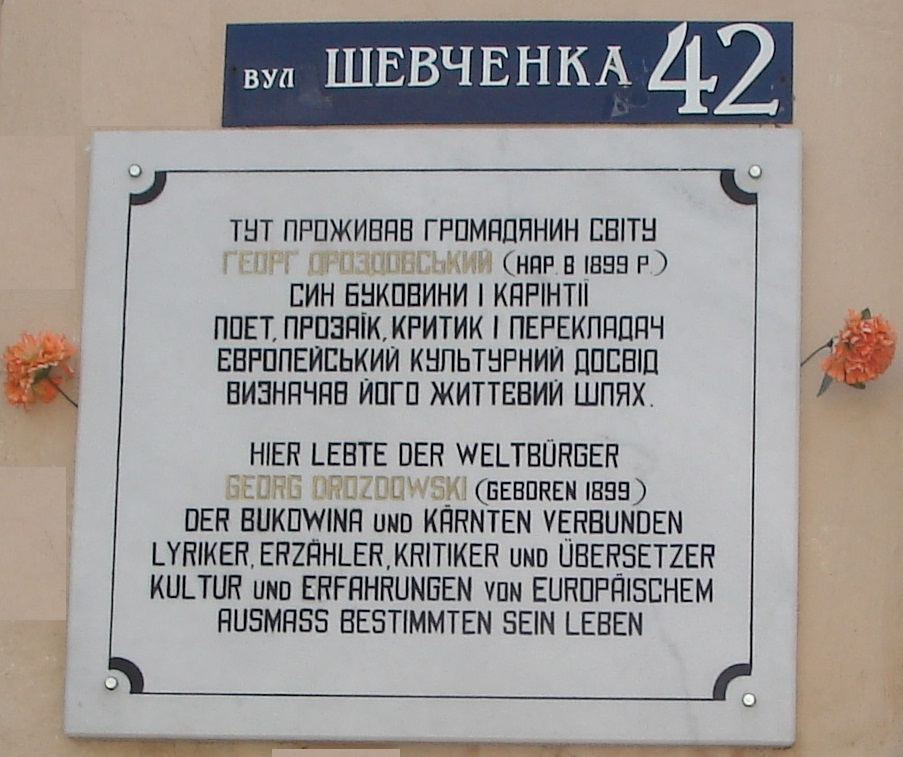
Меморіальна дошка Георгу Дроздовському на будинку в Чернівцях, де він народився і жив

- 1957 Nikolaus-Lenau-Preis (Ніколауса Ленау, літературна премія Австрії)
- 1962 Förderungspreis der Theodor-Körner-Stiftung (Теодора Кьорнера, літературна премія Австрії)
- 1965 Verleihung des Titels Professor durch den Bundespräsidenten der Republik Österreich (Федеральним президентом Австрії присвоєно почесне звання професора)
- 1977 Würdigungspreis des Landes Kärnten (erstmals verliehen) (Нагороджений премією за заслуги федеральної землі Каринтія (нагороджений першим)
- 1982 Ehrengabe des Andreas-Gryphius-Preises 1982, verliehen von der Künstlergilde Esslingen in Düsseldorf (Вшанований премією Андреса Гріпфіуса 1982 року, присудженою Артгільдією Esslingen в Дюссельдорфі)
- 1984 Ehrpfennig der Landeshauptstadt Klagenfurt (Почесна премія столиці землі Клагенфурт)
- 1987 Kulturpreis des Klubs der Kärntner ÖVP-Abgeordneten (Премія в області культури депутатського клубу ÖVP Каринтії)

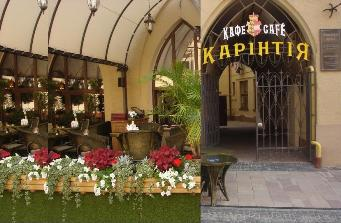
Експозиція, присв'ячена Г.Дроздовському, і кафе «Каринтія» в чернівецькому Німецькому домі

## Література

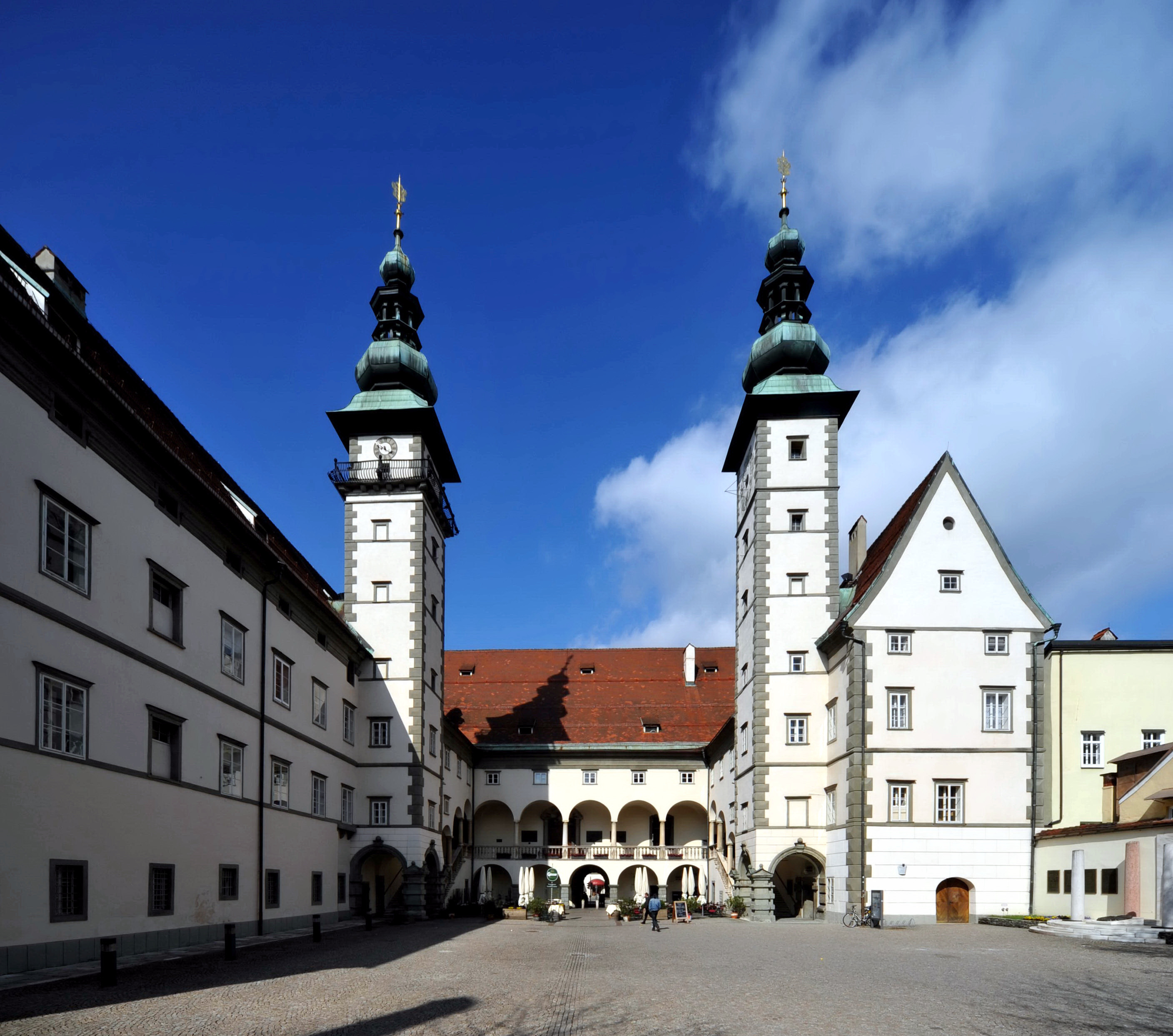
Клагенфурт — столиця землі Каринтія. На фото: Земельний Дім

## Книги українською мовою
- Дроздовський Ґ. Тоді в Чернівцях і довкола: спогади старого австрійця / пер. з нім., передм. і примітки Петра Рихла. — Чернівці: Молодий буковинець, 2001. — 256 с.